# Composizioni di Johann David Heinichen
Lista delle composizioni di Johann David Heinichen (1683-1729), ordinate per genere. Il catalogo delle opere di Heinichen venne pubblicato nel 1913 da G. Seibel, nonostante fosse incompleto: un catalogo successivo fu pubblicato successivamente da Günther Hausswald, e non mancano discrepanze tra le due versioni.

## Musica vocale sacra
- Seibel 1: Messa N.1 in re maggiore
- Seibel 2: Messa N.4 in re maggiore
- Seibel 2a: Missa brevis in re maggiore (2° versione della Messa N.4)
- Seibel 3: Messa N.6 in re maggiore
- Seibel 4: Messa N.8 in re maggiore
- Seibel 5: Messa N.9 in re maggiore
- Seibel 6: Messa N.11 in re maggiore
- Seibel 7: Messa N.12 in re maggiore
- Seibel 8: Messa N.7 in re maggiore
- Seibel 9: Messa in re maggiore (2° versione della Messa N.1)
- Seibel 10: Missa reformata in re maggiore (arr. della Messa N.12 di Joseph Schuster)
- Seibel 11: Messa N.2 in fa maggiore
- Seibel 11a: Messa in fa maggiore (2° versione della Messa N.2)
- Seibel 12: Messa N.3 in fa maggiore
- Seibel 12a: Messa in fa maggiore (2° versione della Messa N.3)
- Seibel 13: Messa in fa maggiore (2° versione della Messa N.5)
- Seibel 14: Messa N.5 in fa maggiore
- Seibel 15: Messa in fa maggiore (parti identiche a Messa N.2)
- Seibel 16: Messa in fa maggiore (parti identiche a Messa N.3)
- Seibel 17: Requiem in do maggiore
- Seibel 18: Requiem in mi bemolle maggiore
- Seibel 19: La Pace di Kamberga
- Seibel 20: Passionsoratorium
- Seibel 21: Quis accendet in sol maggiore
- Seibel 22: Alma Mater redemptoris in fa maggiore
- Seibel 23: Alma Mater redemptoris in mi bemolle maggiore
- Seibel 24: Ave Regina in mi bemolle maggiore
- Seibel 25: Beati omnes in sol minore
- Seibel 26: Beatus vir in fa maggiore
- Seibel 27: Beatus vir in re minore
- Seibel 28: Beatus vir in mi bemolle maggiore
- Seibel 29: Cantata al Sepolcro di nostro Signoro in do minore
- Seibel 30: Cantata al Sepolcro di nostro Signoro in do minore
- Seibel 31: Confitebor in la minore
- Seibel 32: Confitebor in sol maggiore
- Seibel 33: Confitebor in sol minore
- Seibel 34: Credidi in fa maggiore
- Seibel 35: De profundis in do minore
- Seibel 36: Es lebet Jesus unser Hort in do maggiore
- Seibel 37: Meine Seele erhebet den Herrn in do maggiore
- Seibel 38: Ach, was soll ich Sunder machen in mi minore
- Seibel 39: Warum toben die Heiden in re maggiore
- Seibel 40: Einsamkeit, o stilles Wesen in fa maggiore
- Seibel 41: Heilig ist Gott der Herr in fa maggiore
- Seibel 42: Gegr¸ﬂet seyst du holdseelige Maria in si bemolle maggiore
- Seibel 43: Gott ist unsere Zuversicht in sol minore
- Seibel 44: Dixit Dominus in fa maggiore
- Seibel 45: Dixit Dominus in fa maggiore
- Seibel 46: Dixit Dominus in re minore
- Seibel 47: Dixit Dominus in si bemolle maggiore
- Seibel 48: Dixit Dominus in mi bemolle maggiore
- Seibel 49: Domine probasti me in mi minore
- Seibel 50: Kyrie eleison in re maggiore (arr. da Schuster)
- Seibel 51: Cum sancto spiritu in re maggiore (arr. da Schuster)
- Seibel 52: In gloria Dei Patri in re maggiore (arr. da Schuster)
- Seibel 53: Et vitam venturi saeculi in re maggiore (arr. da Schuster)
- Seibel 54: Agnus Dei in re maggiore (arr. da Schuster)
- Seibel 55: Kyrie eleison in re maggiore (arr. da Schuster)
- Seibel 56: Haec dies quam fecit in sol maggiore
- Seibel 57: Decora lux aeternitatis in do maggiore
- Seibel 58: Te Joseph celebrent in la minore
- Seibel 59: Ave Maris Stella in fa maggiore
- Seibel 60: Jesu Redemptor omnium in fa maggiore
- Seibel 61: Pange lingua in re minore
- Seibel 62: Veni creator Spiritus in sol minore
- Seibel 63: In convertendo in do maggiore
- Seibel 64: In exitu Israel in la minore
- Seibel 65: In exitu Israel in si bemolle maggiore
- Seibel 66: Libavit eos exdipe in re minore
- Seibel 67: Kyrie eleison in re maggiore (arr. da Schuster)
- Seibel 68: Kyrie eleison in re maggiore
- Seibel 69: Laetatus sum in do maggiore
- Seibel 70: Laetatus sum in re maggiore
- Seibel 71: Lamentatio Jeremiae in Coena Domini I in do minore
- Seibel 72: Lamentatio Jeremiae in Coena Domini II in fa minore
- Seibel 73: Lamentatio Jeremiae in Coena Domini III in fa minore
- Seibel 74: Lamentatio Jeremiae per il Venendi Santo I in sol minore
- Seibel 75: Lamentatio Jeremiae per il Venendi Santo II in do minore
- Seibel 76: Lamentatio Jeremiae per il Venendi Santo III in do minore
- Seibel 77: Lamentatio Jeremiae in fa minore
- Seibel 78: Lauda Jerusalem in do maggiore
- Seibel 79: Lauda Jerusalem in re maggiore
- Seibel 80: Lauda Jerusalem in fa maggiore
- Seibel 81: Laudate pueri in do maggiore
- Seibel 82: Laudate pueri in sol maggiore
- Seibel 83: Laudate pueri in fa maggiore
- Seibel 84: Laudate pueri in fa maggiore
- Seibel 85: Litaniae pro Festo Santi Fr. Xaveri in mi minore
- Seibel 86: Litaniae pro Festo Corporis Domini in mi minore
- Seibel 87: Litaniae pro Festo Santi Fr. Xaveri in do maggiore
- Seibel 88: Litaniae pro Festo Corporis Domini in do maggiore
- Seibel 89: Magnificat in sol maggiore
- Seibel 90: Magnificat in la maggiore
- Seibel 91: Magnificat in fa maggiore
- Seibel 92: Magnificat in fa maggiore
- Seibel 93: Magnificat in si bemolle maggiore
- Seibel 94: Magnificat in si bemolle maggiore
- Seibel 95: Magnificat in si bemolle maggiore
- Seibel 96: Magnificat in mi bemolle maggiore
- Seibel 97: Memento Domine David in sol minore
- Seibel 98: Nisi Dominus in sol minore
- Seibel 99: Nisi Dominus in do minore
- Seibel 100: Offertorio in la minore
- Seibel 101: Regina coeli in sol maggiore
- Seibel 102: Regina coeli in re maggiore
- Seibel 103: Responsoria: In monte oliveti in fa maggiore
- Seibel 104: Responsoria: Tristis est anima mea in fa maggiore
- Seibel 105: Responsoria: Ecce vidimus eum in fa maggiore
- Seibel 106: Responsoria: Amicus meus osculi me tradidit in la minore
- Seibel 107: Responsoria: Judas mercator pessimus in la minore
- Seibel 108: Responsoria: Unus ex discipulis meis in do maggiore
- Seibel 109: Responsoria: Erat quasi Agnus innocens ductus in do maggiore
- Seibel 110: Responsoria: Una hora non potuistis in sol minore
- Seibel 111: Responsoria: Seniores res populi cruci eum fecerunt in do maggiore
- Seibel 112: Responsoria: Omnes amici mei dereliquerunt in la minore
- Seibel 113: Responsoria: Sicut ovis ad occissionem ductus in sol minore
- Seibel 114: Responsoria: Beata viscera Mariae Virginis in sol minore
- Seibel 115: Sanctus in re maggiore
- Seibel 116: Te Deum in re maggiore
- Seibel 117: Te Deum in re maggiore
- Seibel 118: Te Deum in re maggiore
- Seibel 119: Regina coeli in si bemolle maggiore

## Musica vocale profana
- Seibel 120: Flavio Crispo
- Seibel 121: Le passioni per troppo amore
- Seibel 122: Opera di Mario
- Seibel 123: Beleidigtes Hertz in la maggiore
- Seibel 124: Walle mein erhitztes Bluth in do maggiore
- Seibel 125: Unglücklich in der Liebe seyn in sol minore
- Seibel 126: Dir Tugend und Jugend verknüpfet das Band in sol maggiore
- Seibel 127: Treu ist mir angebohren in si bemolle maggiore
- Seibel 128: Gehe nur verwegner Schöner in mi maggiore
- Seibel 129: Ich will die Falschheit rächen in re maggiore
- Seibel 130: Wann hohe Häubter loben in la maggiore
- Seibel 131: Denke nicht verdammte Liebe in fa maggiore
- Seibel 132: Edelste Freyheit, mein eintziges Vergnügen in la maggiore
- Seibel 133: Hertz und Füﬂ eilt mit Verlangen in fa maggiore
- Seibel 134: Meine Lippen sind voll Lachens in re maggiore
- Seibel 135: Bella donna e che non fa? in sol minore (frammento)
- Seibel 136: Eures Schönsten Augen-Licht in mi bemolle maggiore (frammento)
- Seibel 137: Là, dove in grembo al colle in do maggiore
- Seibel 138: Quanto siete fortunate in la maggiore
- Seibel 139: Già la stagion novella in si bemolle maggiore
- Seibel 140: Glori bell' idol mio in mi maggiore
- Seibel 141: Perché mai sì bruna siete in fa maggiore
- Seibel 142: Qual fugiamai quel core in fa maggiore
- Seibel 143: Per sveglia nove fiamme in re maggiore
- Seibel 144: A increspar l'onda con l'onda in la maggiore
- Seibel 145: Chi può mirarvi senz' adorarvi in la maggiore
- Seibel 146: Tu mi chiedi s'io t'amo in si bemolle maggiore
- Seibel 147: Quando sciolto d'amor io mi credea in mi bemolle maggiore
- Seibel 148: Dal povero mio cor in do minore
- Seibel 149: Lascia di tormentarmi in la maggiore
- Seibel 150: Mia Climene adorata in mi maggiore
- Seibel 151: Lontananza tiranna che vate in mi bemolle maggiore
- Seibel 152: Bella te lascio addio giunia in mi bemolle maggiore
- Seibel 153: Doppo tante e tante pene in mi bemolle maggiore
- Seibel 154: Leggi bel Idol mio in si bemolle maggiore
- Seibel 155: Sedea Fileno un giorno in si bemolle maggiore
- Seibel 156: In riva al bel sebeto l'ontano in fa maggiore
- Seibel 157: D'Eurilla sempre amata in la maggiore
- Seibel 158: Dove fiorito impero in sol minore
- Seibel 159: Usignolo che piangenda in la maggiore
- Seibel 160: Mitilde mio tresor in do minore
- Seibel 161: Nel dolce tempo in la maggiore
- Seibel 162: Nice se il tuo bel labro in si minore
- Seibel 163: Alla caccia dell'alme in re maggiore
- Seibel 164: Sento là che ristretto in sol minore
- Seibel 165: Voi ben sapete in sol maggiore
- Seibel 166: Rusceletto che vai scherzando in re maggiore
- Seibel 167: Dimmi, o mio cor in do minore
- Seibel 168: Fosche tenebre e dense in fa maggiore
- Seibel 169: O deluse speranze in mi bemolle maggiore
- Seibel 170: Sei gentil, sei vezzosa in sol maggiore
- Seibel 171: Intorno a quella Rosa in fa maggiore
- Seibel 172: Tormento dell'alma amore in la minore
- Seibel 173: Delizie del mio core in sol maggiore
- Seibel 174: Lieve turba canoro in si bemolle maggiore
- Seibel 175: Parto à te menzognero in re maggiore
- Seibel 176: Ascolta, Eurillo, ascolta in re maggiore
- Seibel 177: Più lucide, più belle in si bemolle maggiore
- Seibel 178: O beato quel giorno in la maggiore
- Seibel 179: Mio cor amante in la maggiore
- Seibel 180: Se mai Tirsi mio bene in re minore
- Seibel 181: La dove al pado in Riva in la maggiore
- Seibel 182: Or che stanco dal corso in grembo in sol maggiore
- Seibel 183: La bella fiamma o Tirsi in re minore
- Seibel 184: Luci voi siete quelle de all'alma in la maggiore
- Seibel 185: Sele amene autri ambrosi in re maggiore
- Seibel 186: Amo sospiro ed ardo in do minore
- Seibel 187: Io scherzo, io rido, io canto in sol maggiore
- Seibel 188: D'amante sventurato in mi maggiore
- Seibel 189: Dori vezzosa Dori in re minore
- Seibel 190: Non di Fillide il seno in A minor
- Seibel 191: Bella se può gradite in sol minore
- Seibel 192: Ebra d'amor fuggia in sol minore
- Seibel 193: Di giubilo tutto abbrudo in sol maggiore
- Seibel 194: Filli, che in te ravolta in la minore
- Seibel 195: Doppo lunga catena in re maggiore
- Seibel 196: Il caro e bel piacer in sol maggiore
- Seibel 197: O giove eccelso in sol maggiore
- Seibel 198: Da più eccelsi pensieri in mi minore
- Seibel 199: Deh taci crudele ingrata in re minore
- Seibel 200: Diana su l'Elba
- Seibel 201: La Gara degli Dei
- Seibel 202: Zeffiro e Chori
- Seibel 203: Le nozze di Nettuno e di Teti
- Seibel 204: Serenata di Moritzburg

## Musica strumentale
- Seibel 205: Suite per 2 oboi e fagotto in sol maggiore (Hwv II: 1)
- Seibel 206: Suite in sol maggiore (Hwv II: 2)
- Seibel 207: Sinfonia in re maggiore (Hwv IV: 1)
- Seibel 208: Sinfonia in la maggiore (Hwv IV: 3)
- Seibel 209: Sinfonia in fa maggiore (Hwv IV: 4)
- Seibel 210: Sinfonia in fa maggiore (Hwv IV: 5)
- Seibel 211: Concerto grosso in do maggiore (Hwv I: 1)
- Seibel 212: Concerto per oboe in la minore (Hwv VI: 1)
- Seibel 213: Concerto grosso in sol maggiore (Hwv I: 7)
- Seibel 214: Concerto grosso in sol maggiore (Hwv I: 4 & 6)
- Seibel 215: Concerto grosso in sol maggiore (Hwv I: 3)
- Seibel 216: Concerto grosso in sol maggiore (Hwv I: 5)
- Seibel 217: Concerto grosso in sol maggiore (Hwv I: 2)
- Seibel 218: Concerto per flauto e violino in mi minore (Hwv V: 2)
- Seibel 219: Concerto per flauto in sol maggiore (Hwv I: 8)
- Seibel 220: Concerto per flauto in sol maggiore (Hwv I: 9)
- Seibel 221: Concerto per flauto in mi minore (Hwv I:11)
- Seibel 222: Concerto per 2 oboi in mi minore (Hwv I:10)
- Seibel 223: Concerto a quattro in re maggiore (Hwv IV: 2)
- Seibel 224: Concerto per violino in re maggiore (Hwv I:13)
- Seibel 225: Concerto per flauto in re maggiore (Hwv I:12)
- Seibel 226: Concerto grosso in re maggiore (Hwv I:14)
- Seibel 227: Concerto per oboe in re maggiore (Hwv V: 3)
- Seibel 228: Concerto per oboe d'amore in la maggiore (Hwv V: 4)
- Seibel 229: Concerto per clavicembalo in fa maggiore (Hwv III: 4)
- Seibel 230: Concerto per oboe in fa maggiore (Hwv I:16)
- Seibel 231: Concerto grosso in fa maggiore (Hwv I:15)
- Seibel 232: Concerto grosso in fa maggiore (Hwv I:17)
- Seibel 233: Concerto grosso in fa maggiore (Hwv I:20)
- Seibel 234: Concerto grosso in fa maggiore (Hwv I:18)
- Seibel 235: Concerto grosso in fa maggiore (Hwv I:19)
- Seibel 236: Concerto a quattro in si bemolle maggiore
- Seibel 237: Concerto per oboe in sol minore (Hwv I:21)
- Seibel 238: Concerto per oboe e flauto in sol minore (Hwv I:22)
- Seibel 239: Concerto per violino in mi bemolle maggiore (Hwv I:23)
- Seibel 240: Concerto per oboe e violino in do minore (Hwv I:24)
- Seibel 241: Fughetta per organo in re maggiore (Hwv VII: 1)
- Seibel 242: Pastorale in la maggiore (Hwv III:21)
- Seibel 243: Sonata per flauto, oboe e basso continuo in sol maggiore (Hwv III: 8)
- Seibel 244: Sonata  per flauto, oboe e basso continuo in sol maggiore
- Seibel 245: Sonata da chiesa per oboe e violino in sol maggiore
- Seibel 246: Sonata per flauto, violino e basso continuo in sol maggiore (Hwv III: 9)
- Seibel 247: Sonata per flauto, fagotto e basso continuo in sol maggiore (Hwv III:10)
- Seibel 248: Sonata per 2 flauti e basso continuo in sol maggiore (Hwv VI: 2)
- Seibel 249: Sonata per flauto, violino e basso continuo in sol maggiore (Hwv V: 1)
- Seibel 250: Sonata per flauto, violino e basso continuo in sol maggiore (Hwv III:11)
- Seibel 251: Sonata per flauto, 2 violini e basso continuo in sol maggiore (Hwv III:17)
- Seibel 252: Sonata per 2 flauti e basso continuo in sol maggiore (Hwv III:12)
- Seibel 253: Sonata per oboe, violino e basso continuo in re maggiore (Hwv III:18)
- Seibel 254: Sonata per oboe, viola da gamba e basso continuo in do minore (Hwv III:16)
- Seibel 255: Sonata per 2 violini, viola e basso continuo in re maggiore (Hwv III:19)
- Seibel 256: Sonata per flauto, viola d'amore e basso continuo in fa maggiore (Hwv III:13)
- Seibel 257: Sonata per 2 oboi, fagotto e basso continuo in si bemolle maggiore (Hwv III:20)
- Seibel 258: Sonata per oboe, violin e basso continuo in do minore (Hwv III:14)
- Seibel 259: Sonata per 2 oboi e basso continuo in do minore (Hwv III:15)
- Seibel 260: Sonata per flauto in re maggiore (Hwv III: 2)
- Seibel 261: Sonata per flauto in re maggiore (Hwv III: 1)
- Seibel 262: Sonata per flauto in re maggiore
- Seibel 263: Sonata per violino in fa maggiore (Hwv III: 3)
- Seibel 264: Sonata per clavicembalo in fa maggiore (Hwv V: 5)
- Seibel 265:Sonata per oboe in sol minore (Hwv III: 5)
- Seibel 266: Violin Sonata in do minore (Hwv III: 7)
- Seibel 267: Tafelmusik in fa maggiore
- Seibel 268: Fughetta per clavicembalo in re maggiore
- Seibel 269: Larghetto per clavicembalo in mi bemolle maggiore
- Seibel 270: Sarabande per clavicembalo in fa maggiore
- Seibel 271: Loure per clavicembalo in sol maggiore
- Seibel 272: Starke Kirchen-Musiquen (perduto)
- Seibel 273: Sonata per 6 violini (perduta)
- Seibel 274: So con un vezzo (perduto)
- Seibel 275: Lavori vari menzionati in varie collezioni (perduti)
- Seibel 276:  Lavori vari menzionati da Zerbst (perduti)
- Seibel 277: Sonata per oboe e fagotto in sol minore (Hwv III: 6)

## Appendice
- Seibel deest: Concerto a quattro in re maggiore
- Seibel deest: Messa N°10 in re maggiore(perduta)